# Casa Magí Callís
La Casa Magí Callís és una obra de Vic (Osona) inclosa a l'Inventari del Patrimoni Arquitectònic de Catalunya.

## Descripció
Casa mitgera de planta baixa i tres pisos, cobert amb teula àrab a dues vessants. A la planta hi ha un portal d'arc deprimit de pedra. Els pisos presenten gradació amb l'alçada i cada un dels pisos està marcat per una mena de cornisa feta amb fals esgrafiats enganxat amb "grava" al mur. Entre la planta i el primer hi ha uns ornaments florals fets amb el mateix procediment. A cada planta s'hi obre un balconet amb barana de ferro i una finestra. El ràfec presenta una cornisa. Val la pena ressaltar les baranes de ferro forjat. L'estat de conservació sembla bo per bé que te l'aparença d'estar deshabitada.

## Història
Habitatge plurifamiliar i testimoni de l'arquitectura popular del segle xix, a partir de la reforma feta per Josep Illa el 1866. Situada a l'antic raval del c/ Sant Pere, el creixement del qual fou degut a la creació d'obres públiques i assistencials. En aquest sentit, el rei Jaume I, al 1245, hi estableix una orde de mercedaris i el mateix monarca mana desplaçar l'antic camí de Barcelona del c/ St. Francesc al c/ de Sant Pere, això portà a la construcció del pont Pedrís damunt el riu Mèder. Al segle xiv s'hi instal·laren els primers edificis de l'hospital que al segle xvi culminarien amb l'edifici actual. Al segle xviii s'hi construí l'actual església dels Trinitaris. El c/ St. Pere sembla viure d'esquena a la modernització i restauració dels altres nuclis urbans.